# هاسمیک آلکسانیان
هاسمیک یغیشی آلکسانیان (ارمنی: Հասմիկ Եղիշի Ալեքսանյան؛  ۲۷ نوامبر ۱۹۴۵ - درگذشته ۱۱ سپتامبر ۲۰۲۴) یک بازیگر اهل ارمنستان بود. وی بین سال‌های - تا - میلادی فعالیت می‌کرد.

## زندگی‌نامه
وی در ۲۷ نوامبر ۱۹۴۵ در ایروان به دنیا آمد و از انستیتو دولتی هنری و نمایشی ایروان فارغ‌التحصیل شد. وی در فرهنگستان دولتی تئاتر سوندوکیان و تئاتر دراماتیک وانادزور فعالیت می‌کرد. وی همچنین برندهٔ جوایزی همچون هنرمند افتخاری جمهوری ارمنستان (۲۰۱۱) و جوایز آرتاوازد (۲۰۰۹) شده است. وی در ۱۱ سپتامبر ۲۰۲۴ در سن ۷۸ سالگی درگذشت